# 原臺南高等工業學校校舍
原臺南高等工業學校校舍，位於台灣臺南市東區國立成功大學成功校區，該校創校之初全稱為「臺灣總督府臺南高等工業學校」，為國立成功大學前身，臺灣日治時期直屬於臺灣總督府的三大專門學校之一。民國八十八年（1999年）11月19日原日治時期「本館」（今成大博物館）、「講堂」（今成大格致堂）、「理化學實驗室」及「圖書課」（今成大物理系館），公告為臺南市市定古蹟，除此之外成功校區東側三間系館亦為日治時期校舍，前半部在二次大戰後由一層樓高改建成兩層樓高。

## 沿革

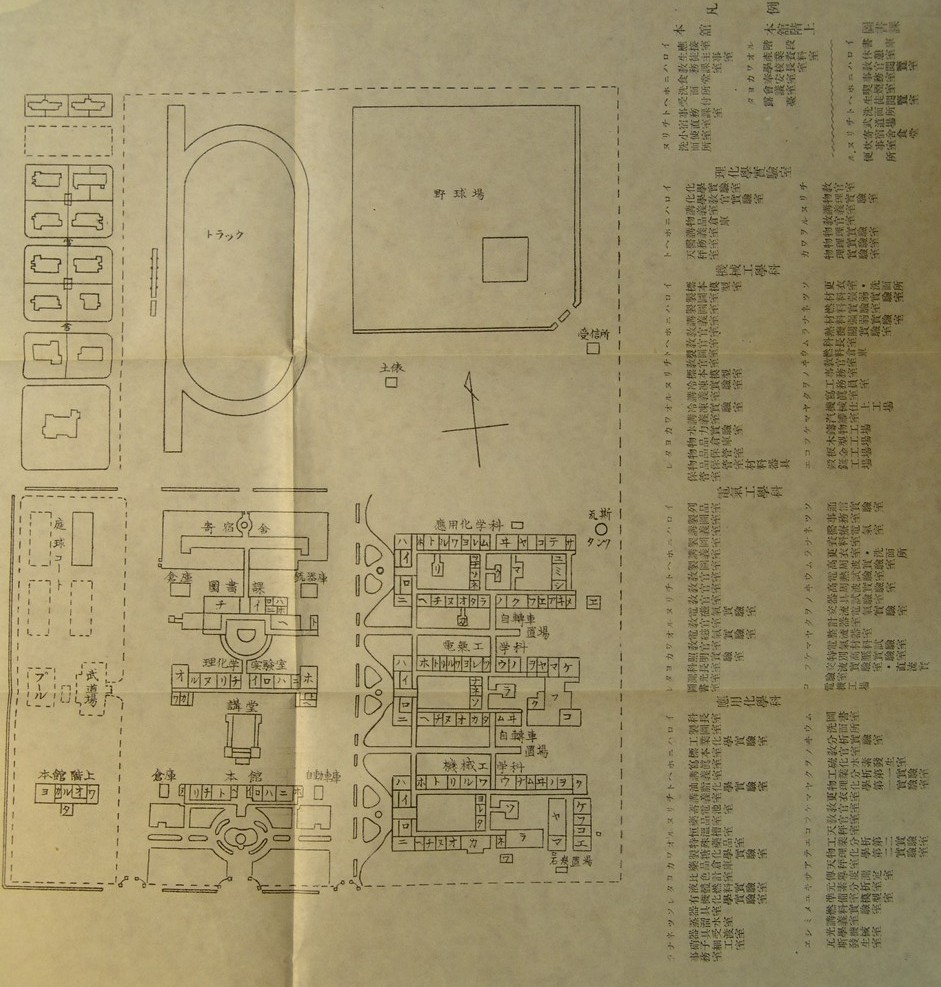
臺灣總督府臺南高等工業學校平面圖

臺南高等工業學校的設置肇因於昭和三年（1928年）總督府文教局的提議，隔年（1929年）臺南州政府提供47000坪校地給學校。該校於日本昭和六年（1931年）創校，該年4月開學，設有機械工學科、電氣工學科與應用化學科，分別錄取25、25與22人，最初由於系館尚未蓋好，所以學生多在理化實驗室上課，等到隔年4月應用化學館才蓋好，剩下兩個系館則是在12月完工，而本館的完工是在昭和八年（1933年），講堂則是九年（1934年）的時候。而在昭和九年（1934年）時舉行了第一屆畢業典禮，畢業生共60名。
昭和十三年（1938年）4月1日創設「台南州立專修工業學校」，第一任校長由台南高等工業學校後藤魯一教授擔任，修業二年，須修畢公學校二年高等科始得報考（相當於國二程度），與台南高等工業學校共用師資與設備施教，共招生七屆。
昭和十五年（1940年）將電氣化學組獨立為電氣化學科，並增加了土木以及建築兩個科系，兩年後校名又改為「臺南工業專門學校」。
二次大戰後，民國三十五年（1946年）2月該校改為「臺灣省立臺南工業專科學校」，同年10月再改為「臺灣省立工學院」，而民國四十五年（1956年）8月該校改制為「臺灣省立成功大學」，並將成功校區前的「工學路」更名「大學路」，民國六十年（1971年）8月改制為「國立成功大學」至今。

## 校園規劃
臺南高等工業學校約略分南北兩大區域，以今成功校區通往光復校區道路為分界。
在南半部中軸線區域為學校最重要構成軸線配置本館（今成大博物館）、講堂、理化學實驗室（今物理系）、圖書課（今化學系）、學生宿舍（今化學館建築）等師生通用空間，其中除學生宿舍配置為座南朝北面向操場外，建築配置多為座北朝南。東南區域為個別系所館舍，由兩座回字型校舍圍繞兩處中庭而成，建築配置為座東朝西，西南區域配置體健設施，包括庭球場（網球）、武道館、游泳池，1938年創立的「台南州立專修工業學校」（今成大附工）即位於靠近大學路校門口區域（約為物理二館、綜合大樓），今仍存獨立校門口面向大學路。
北半部中間配置操場，今已改建總圖書館；東北部野球場今已改建為水利系、環工系、土木系；西北部主要為教職員宿舍，依其職位由高至低，由南而北配給宿舍，其中以校長宿舍（今新園）面積最大，建物等級最高。
建築用途方面，本館在長期作為校務中心後，曾作為數學系系館（二樓尖有數學系系徽）、閱覽室、校史室與校友中心，現在則於民國九十六年（2007年）11月11日改為成大博物館；講堂在戰前是供大型課程或室內集會使用，戰後則也作為小禮堂，並命名為「格致堂」；原理化實驗室現在則是成大物理系館，曾作為共同科教室並在1956年改為文理學院，原圖書課現為化學系館。

### 建築設計

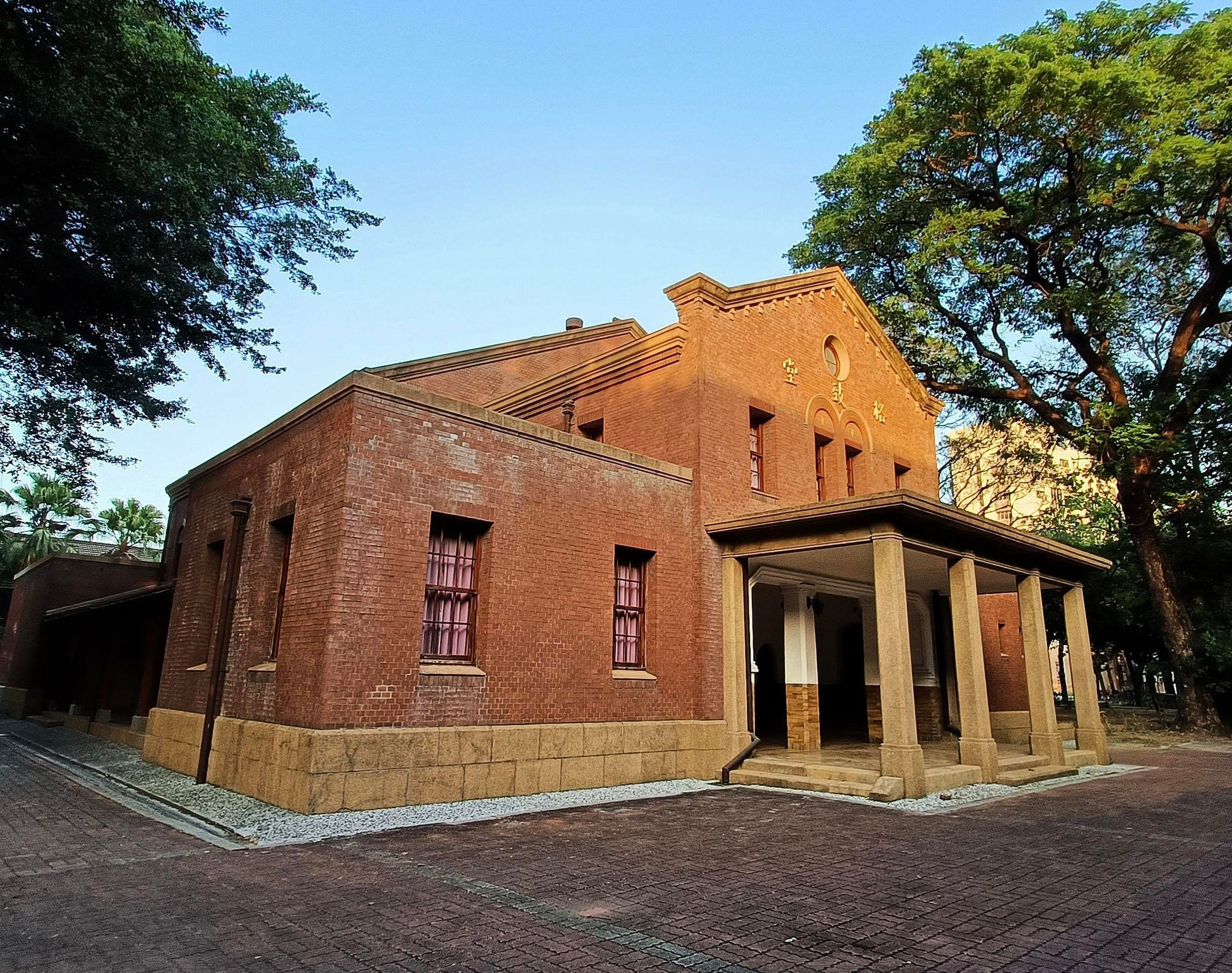
格致堂正面，昔日為高等工業學校校舍講堂所在。
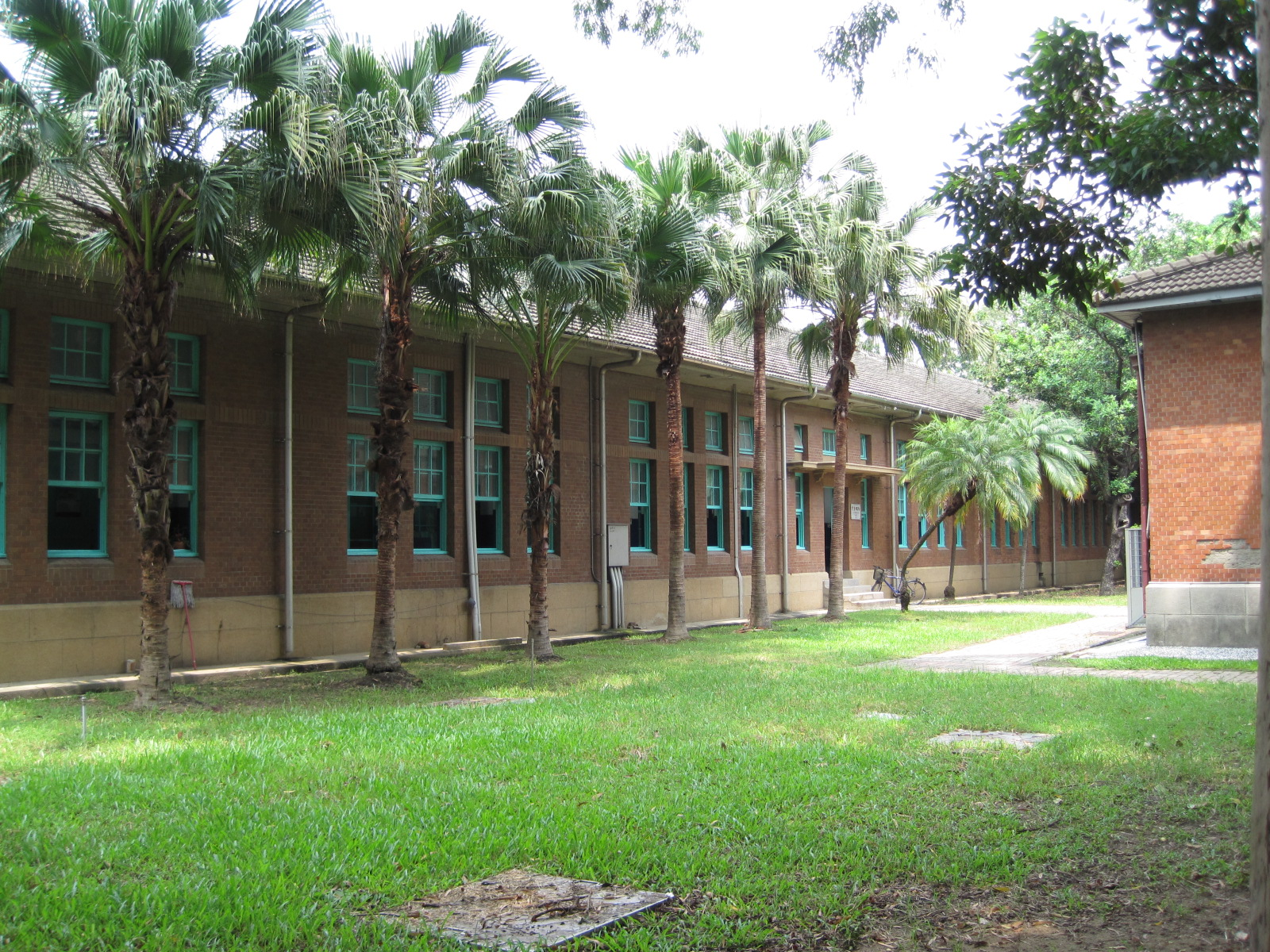
物理系館東西向長邊校舍
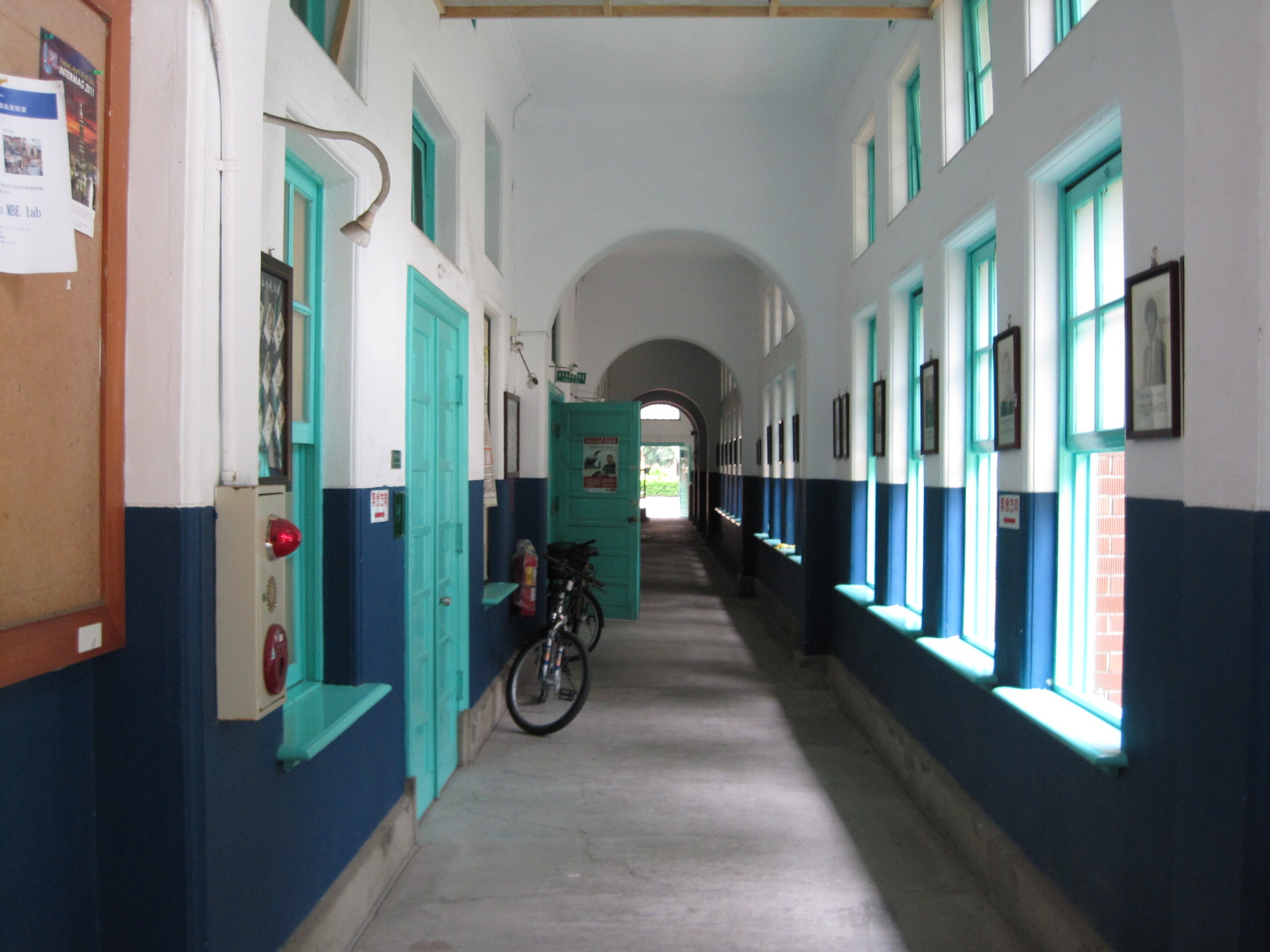
物理系館走廊
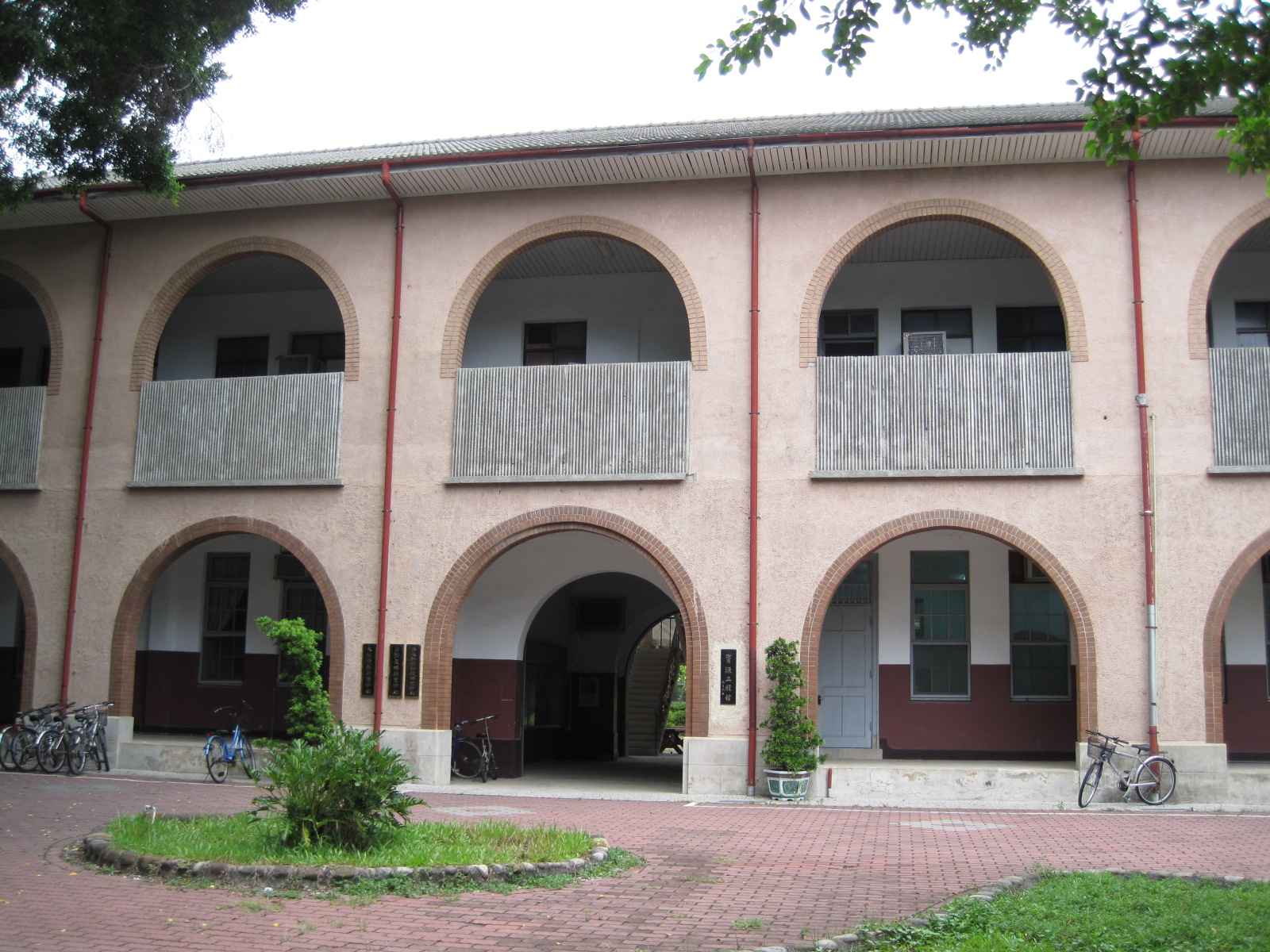
成功大學資源工程館，為日治時期的三間系館之一。

本館為學校的門面建築，左右對稱，中央最高，為一字型平面，外牆貼有十三溝紅色面磚，牆基則是黃色洗石子。該建築門廊有三個拱型開口，上面有平臺，而二樓上有開了牛眼窗的山牆。在進了門廊與玄關後，前方是主樓梯，兩側則是原本的教室與辦公室，上了二樓則可以到門廊上的平臺。原本只有中央有二樓，是在民國六十六年（1977年）才將原本只有一樓高的兩側增建為兩層樓高。
講堂則為長方形平面，坐北朝南，主入口正對著本館後方入口，外牆主要使用淡紅面磚，基座也是黃色洗石子。其北邊是講壇，兩側有準備室，東西兩側設有外廊。主入口門廊與外玄關均為三開間，主入口門廊柱子柱頭為簡化的棕櫚葉，而外玄關柱頭為籃式柱頭。正面有山牆，上面開有牛眼窗，下面則有雙聯圓拱形窗框與長形窗。
原理化實驗室則在格致堂北邊，兩層樓高，為今成大物理系館南棟，平面呈現水平拉長的H形，東西兩端為南北向的短邊，而中間則為東西向的長邊。有一入口正對著格致堂，而兩端也有設有出入口。

## 外部連結
- （繁體中文）（英文）國立成功大學博物館（页面存档备份，存于）
- 國立成功大學博物館的Facebook專頁
- 原台南高等工業學校校舍 - 文化部iCulture （页面存档备份，存于）